# Ska' jeg på nu?
|  | Denne artikel er oprettet af botten PalnaBot ud fra en ekstern database. Den kan derfor have sproglige fejl eller mangler. Denne skabelon kan fjernes efter kontrol af indholdet. |

Ska' jeg på nu? er en ungdomsfilm fra 1990 instrueret af Liller Møller efter eget manuskript.

## Handling
Tegnefilm der især henvender sig til de 14-18 årige og på humoristisk måde fortæller om sikker sex.